# 圣若泽-杜辛古
圣若泽-杜辛古是巴西马托格罗索州的一个市镇。总面积7463.654平方公里，总人口4198人，人口密度0.6人/平方公里。